# Ecopoemas
Ecopoemas es considerado el décimo quinto poemario del escritor chileno Nicanor Parra, publicado originalmente en 1982 por Gráfica Marginal de Valparaíso.

## Análisis de la obra
Los «ecopoemas» comparten el mismo estilo de las sentencias incisivas de los «artefactos». Estos poemas tocan temas como la contaminación, la sobrepoblación y el apocalipsis. Dos lemas ecopoéticos de esta obra los reutilizaría el autor durante su activismo ecológico de los años 1980 y 1990. El primero está basado en las palabras del Jefe Seattle, jefe de los indios suquamish, quien fue obligado a vender sus tierras en 1856:
| «El error consistió en creer que la tierra era nuestra cuando la verdad de las cosas es que nosotros somos de la tierra.» Nicanor Parra | «Una cosa sabemos: que la Tierra no le pertenece al hombre. Es el hombre el que pertenece a la Tierra.» Jefe Seattle |

El segundo corresponde al comienzo de la «Propuesta de Daimiel», declaración de principios de 1978 de la Federación del Movimiento Ecologista del Estado español, escrito en verso.